# Virgo (album)
Virgo è un album creato e prodotto nel 2001 dal cantante Andre Matos e chitarrista produttore Sascha Paeth.

## Album
L'album viene descritto, come un progetto che si discosta dai loro lavori precedenti, in quanto il progetto del duo Matos /Paeth ha sonorità che si allontana dalle sonorità heavy metal, power metal. 
Poco dopo tempo, Andre Matos lascerà la band Angra, per formare gli Shaman

## Tracce
1. "To Be" – 06:04
2. "Crazy Me?" – 04:08
3. "Take Me Home" – 06:09
4. "Baby Doll" – 03:30
5. "No Need To Have An Answer" – 04:42
6. "Discovery" – 03:37
7. "Street To Babylon" – 06:12
8. "River" – 03:51
9. "Blowing Away" – 03:45
10. "I Want You To Know" – 03:34
11. "Fiction" – 03:52